# Тито Виланова
Франсеск Тито Виланова Бајо (шп. Francesc "Tito" Vilanova Bayó, 17. септембар 1968 — 25. април 2014) био је шпански фудбалер и тренер Барселоне. Заменио је Пепа Гвардиолу који је дао оставку након меча са Челсијем у полуфиналу Лиге шампиона 2012. године. Пре тога је био помоћни тренер Барселоне и такође у Б тиму.

## Трофеји (као помоћни тренер)

### Барселона
- Првенство Шпаније (3) : 2008/09, 2009/10, 2010/11.
- Куп Шпаније (2) : 2008/09, 2011/12.
- Суперкуп Шпаније (3) : 2009, 2010, 2011.
- Лига шампиона (2) : 2008/09, 2010/11.
- УЕФА суперкуп (2) : 2009, 2011.
- Светско клупско првенство (2) : 2009, 2011.

## Трофеји (као тренер)

### Барселона
- Првенство Шпаније (1) : 2012/13.

## Индивидуална признања
- Трофеј Мигел Муњоз (1) : 2012/13.